# Calgary Fire Department

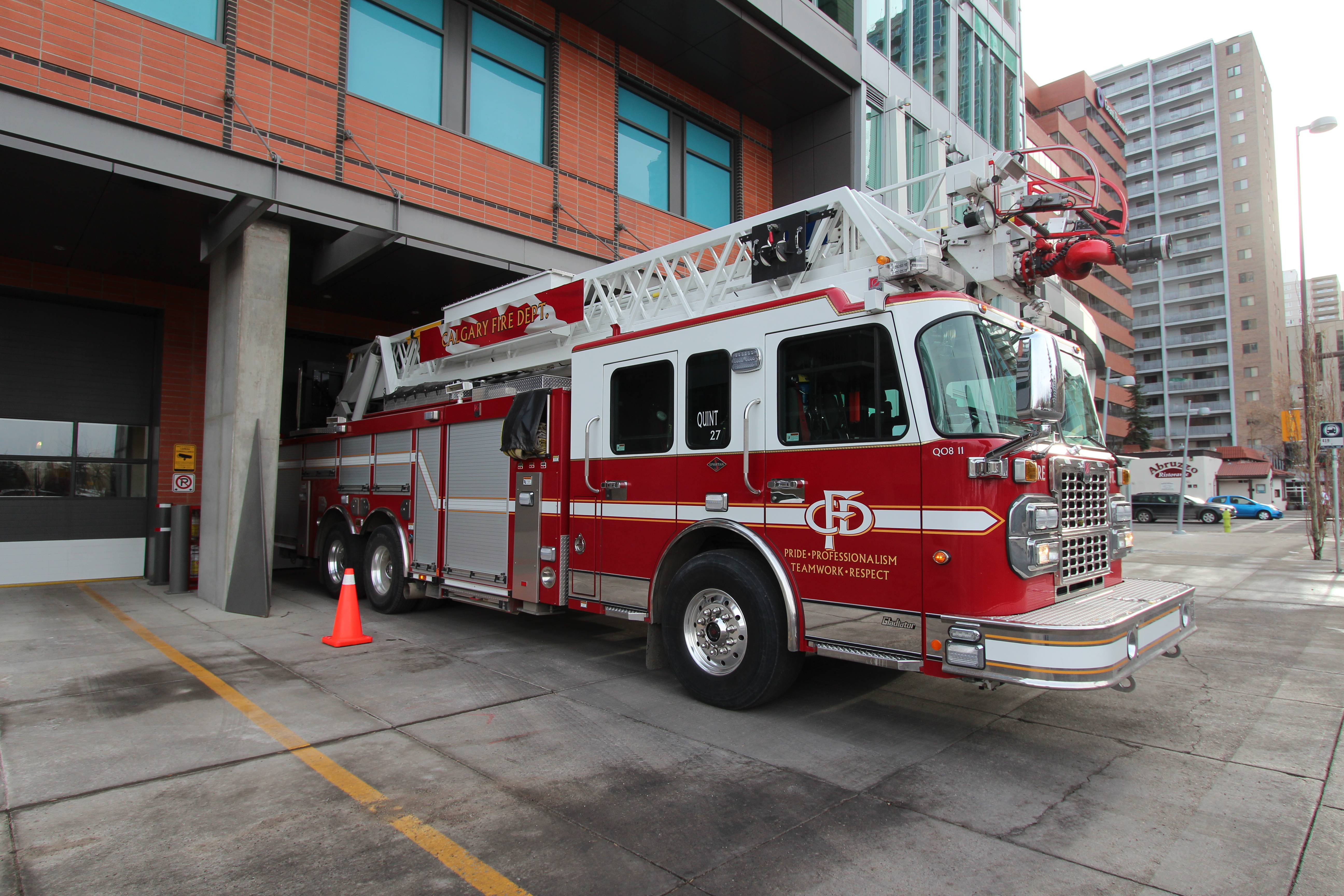

Le Calgary Fire Department (en français : « service d'incendie de Calgary ») administre l'ensemble des services d'incendie de la ville de Calgary, en Alberta, au Canada.
Le département a été créé le 25 août 1885 sous le nom de « Calgary Hook, Ladder and Bucket Corps » et une pompe a été commandée peu de temps après. Le premier capitaine était George Constantine. Avant la formation du Corps, des puits avaient été creusés dans toute la ville en 1884 sur la recommandation de George Murdoch, premier maire de la ville de Calgary. Avant 1909, il s’agissait d’un service de pompiers volontaires. En 1909, 40 pompiers à temps-plein ont été embauchés. En 1910, le serevice s'est doté de son premier camion de pompiers motorisé.
En 2019, le département comptait 42 stations et employait plus de 1 500 personnes dans des rôles opérationnels ou de soutien. Son siège est situé au 4144 11th Street SE.

## Organisation

### Lutte contre le feu
Les services d'incendie utilisent le terme « officier en chef » pour désigner les personnes qui assurent le rôle de direction. Ces « officiers en chef » sont chargés de superviser les fonctions de gestion et de supervision des opérations d’incendie. Au service d’incendie de Calgary, les officiers en chef sont : 
- Le chef des pompiers (1) - supervise l’ensemble du service des incendies de Calgary
- Chef adjoint / gestionnaire (5) - superviser les divisions du CFD 
  - Services de secours d'incendie (chef adjoint)
  - Soutien aux services de secours en cas d'incendie (chef adjoint)
  - Gestion des risques (chef adjoint)
  - Administration et infrastructure (chef adjoint)
  - Services stratégiques (gestionnaire)
- Sous-chef adjoint - de nombreux sous-chef adjoints (6 à 7) sont affectés aux services de secours d'incendie ; les autres sont déployés dans d'autres divisions au besoin
- Chef de bataillon - (4) tous les pompiers travaillent dans un système de peloton. Il y a quatre pelotons (A, B, C et D) et chaque peloton est supervisé par un chef de bataillon.
- Chef de district - (20) la ville est divisée en 5 districts (Est, Ouest, Nord, Sud et Centre). Le district de chaque peloton est supervisé par un chef de district. Il y a donc 5 chefs de district en même temps (un par district).

Les officiers de la compagnie sont responsables de chaque équipe d'intervention. Ceux-ci comprennent : 
- Capitaine des pompiers - chaque camion de pompiers est supervisé par un capitaine des pompiers de chaque peloton. Comme il y a un camion dans chaque caserne, le capitaine est également responsable de la caserne de pompiers.
- Lieutenant de feu - tous les autres appareils de lutte contre l'incendie sont supervisés par un lieutenant. Ceux-ci incluent : les camions-grues, les camions de sauvetage, les camions d'intervention pour les produits dangereux, , etc. Si chaque caserne dispose d'un camion classique, seules certaines d'entre-elles disposent d'un autre appareil, comme ceux énumérés ci-dessus.

Les pompiers sont la principale force de travail du service d'incendie. Ils comprennent : 
- Sapeur - pompier principal - un sur chaque camion de pompier (camion-citerne)
- Pompier - conduisent les camions et montent à bord
- Pompier débutant - ils prennent place dans les camions d’incendie autant que besoin et s'installent à l’arrière avec le pompier principal

### Le personnel de soutien
Le service d'incendie compte également sur de nombreux personnels de soutien pour remplir différentes tâches. On dénombre 255 pompiers en uniforme qui endossent un rôle différent au sein du département. Le prévôt des incendies supervise les inspecteurs et les enquêteurs de la division de la gestion des risques. Chaque section de soutien est également dirigée par un coordonnateur. Ceux-ci incluent : 
- Coordonnateur des matières dangereuses
- Coordonnateur de la gestion des urgences
- Coordonnateur des équipes techniques
- Coordonnateur du recrutement
- Coordinateur des inspections d'incendie
- Coordonnateur des enquêtes d'incendie
- Coordinateur bien-être & fitness
- Coordonnateur santé et sécurité
- Coordonnateur de la sécurité communautaire
- Coordinateur de la formation
- Coordonnateur des services médicaux

De nombreuses sections de soutien disposent également d'agents de soutien du personnel. Ceux-ci incluent : 
- Officiers chargés des matières dangereuses
- Officiers de gestion des urgences
- Agents de recrutement
- Agents de bien-être et de remise en forme
- Agents de santé et de sécurité
- Agents de sécurité communautaire
- Inspecteur d'incendie II
- Inspecteur des incendies I
- Officiers des services techniques
- Officiers d'information publique
- Enquêteur de quart
- Agents de formation
- Enquêteur d'incendie

Le service d'incendie emploie également de nombreux autres membres du personnel sans uniforme dans de nombreux rôles.

## Insigne de rang

### Personnel de lutte contre les incendies
|                    | Dirigeants  | Dirigeants        | Dirigeants        | Dirigeants       | Dirigeants       | Officiers d'entreprise | Officiers d'entreprise | Sapeurs pompiers | Sapeurs pompiers   | Sapeurs pompiers            |
| Chef des pompiers  | Chef député | Sous-chef adjoint | Chef de bataillon | Chef de district | Capitaine de feu | Lieutenant de feu      | Pompier senior         | Sapeur pompier   | Pompier probatoire |                             |
| ------------------ | ----------- | ----------------- | ----------------- | ---------------- | ---------------- | ---------------------- | ---------------------- | ---------------- | ------------------ | --------------------------- |
| Rang à l'épaulette |             |                   |                   |                  |                  |                        |                        | Pas d'insigne    | Pas d'insigne      | Épaulettes à rayures bleues |

### Technicien médical d'urgence ou paramédical
Si un pompier, un officier de la compagnie ou un officier en chef est également qualifié pour les premiers soins ou en soins avancés, il porte l'insigne étoile de la vie sur son casque de pompier.

### Le personnel de soutien
|                   | Pompier                                         | Coordinateurs du personnel de soutien | Officiers de soutien | Inspecteur des incendies I                       |
| ----------------- | ----------------------------------------------- | --- | --- | ------------------------------------------------ |
| Rang d'épaulettes |                                                 | Nom de la division brodé sous les rayures (ex: formation, sécurité communautaire, , etc.) ) | Nom de la division brodé sous les rayures (ex: formation, sécurité communautaire, , etc.) ) | Agent des codes de sécurité brodé sous la rayure |
| Remarques         | Chef des enquêtes et des inspections d'incendie | Coordonnateur santé et sécurité / Coordonnateur des inspections incendie / Coordonnateur des enquêtes incendie / Coordonnateur des matières dangereuses / Coordonnateur de la gestion des urgences / Coordonnateur des équipes techniques / Coordonnateur des services communautaires / Coordonnateur du bien-être et du fitness / Coordonnateur du recrutement / Équipes techniques / Coordonnateur des services médicaux / de la formation | Responsable de la formation / responsable de la santé et de la sécurité / responsable des matières dangereuses / responsable de la gestion des urgences / responsable de l'information / responsable de la sécurité communautaire / assistant du directeur médical / responsable des services techniques / inspecteur des incendies II / enquêteur de quart |                                                  |

### Casque couleurs
| Personnel de lutte contre les incendies | Couleur du casque |
| --- | ----------------- |
| Officiers en chef - Chef des pompiers - Chef député - Sous-chef adjoint - Chef de bataillon - Chef de district | BLANC             |
| Dirigeants de la compagnie - Capitaine de feu - Lieutenant de feu - Lieutenant des pompiers par intérim | ROUGE             |
| Sapeurs pompiers - Pompier senior - Sapeur pompier - Pompier probatoire | JAUNE             |
| Le personnel de soutien |                   |
| Pompier | BLANC             |
| Coordinateurs du personnel de soutien - Coordonnateur des matières dangereuses - Coordonnateur de la gestion des urgences - Coordonnateur santé et sécurité - Coordinatrice Bien-être & Fitness - Coordonnateur de recrutement | BLEU              |
| Agent de formation | ROUGE             |
| Officiers de soutien - Agent de santé et de sécurité - Agent des matières dangereuses - Officier des services médicaux - Agent d'information publique - Agent de sécurité communautaire - Inspecteur des incendies I et II     | BLEU              |
| Cadet du feu | NOIR              |

## Casernes de pompiers et appareils
- Il y a 40 casernes de pompiers à Calgary, fonctionnant 24 heures par jour[3].
- Les désignations d'appareil sont désignées par le numéro de station suivi du type d'appareil.
- L'aéroport international de Calgary Crash Rescue était auparavant exploité en tant que station CFD 13 jusqu'en 2019, lorsque l'aéroport a sous-traité des services de lutte contre les incendies à Pro-Tec Fire Services of Canada.

| No.     | Quartier         | Camion | Grues | Véhicule de secours           | Divers | Localisation                      | Année construction |
| ------- | ---------------- | ------ | ----- | ----------------------------- | --- | --------------------------------- | ------------------ |
| 1       | Centre ville     | Camion | Grue  |                               | 1 Unité de réponse médicale | 450 1 Street S.E.                 | 1973               |
| 2       | Beltline         | Camion |       |                               | 1 Unité de réponse médicale | 1010 10 Avenue S.W.               | 1971               |
| 4       | Vista Heights    | Camion |       | Véhicule de secours           | 1 Véhicule d'intervention pour matériel dangereux Base du Chef de district de l'Est                                                           | 1991 18 Avenue N.E.               | 2004               |
| 5       | Calgary sud      | Camion |       |                               | 1 Dispositif d'intervention en grande hauteur Enquêteur 1                                                                                     | 3129 14 Street S.W.               | 2012               |
| 6       | Eau Claire       | Camion | Grue  |                               | 1 Véhicule de sauvetage dans l'eau 1 Remorqueur de bateaux 1 Jet boat                                                                         | 360 8 Street S.W.                 | 2010               |
| 7       | Mount Pleasant   | Camion |       |                               | 1 dispositif d'éclairage mobile sur élévateur 1 Ambulance                                                                                     | 2708 4 St NW                      | 2017               |
| 8       | Rosscarrock      | Camion | Grue  | Véhicule de secours           | 1 Remorque | 1720 45 Street S.W.               | 1980               |
| 9       | Ogden            | Camion |       | Véhicule de secours           | 1 Camion de parade 1 Camion d'intervention de grande rapidité                                                                                 | 2515 78 Avenue S.E.               | 1981               |
| 10      | Briar Hill       | Camion |       | Véhicule technique de secours | | 1909 16 Avenue N.W.               | 1998               |
| 11      | Windsor Park     | Camion |       | Véhicule technique de secours | 1 Véhicule de support technique 1 Véhicule de démonstration                                                                                   | 5506 4 Street S.W.                | 2014               |
| 12      | Marlborough      | Camion |       | Véhicule de secours           | 1 Unité de réponse médicale | 123 44 Street S.E.                | 1974               |
| 14      | Haysboro         | Camion |       |                               | | 9840 Horton Road S.W.             | 1989               |
| 15      | Bowness          | Camion |       |                               | | 6328 35 Avenue N.W.               | 1964               |
| 16 (HQ) | Highfield        | Camion |       |                               | 1 Unité de commandement mobile Base du Chef de district Central Base du Chef de bataillon Base du Chef de la sécurité Divers autres vehicules | 4124 11 Street S.E.               | 1969               |
| 17      | Varsity          | Camion | Grue  |                               | 1 Véhicule d'intervention pour matériel dangereux 1 Remorque                                                                                  | 3740 32 Avenue N.W.               | 1971               |
| 18      | Huntington Hills | Camion | Grue  |                               | 1 Remorque 1 Générateur | 415 68 Avenue N.W.                | 1975               |
| 19      | Parkland         | Camion | Grue  |                               | 1 Véhicule d'intervention pour matériel dangereux 1 Remorque                                                                                  | 13807 Parkland Boulevard S.E.     | 1975               |
| 20      | Lincoln Park     | Camion |       |                               | 1 Ambulance Base du Chef de district Ouest | 2800 Peacekeepers Way S.W.        | 1978               |
| 21      | Silver Springs   | Camion |       | Véhicule de secours           | | 209 Silvergrove Drive N.W.        | 1978               |
| 22      | Temple           | Camion |       |                               | 1 Unité de réponse médicale | 7199 Temple Drive N.E             | 1979               |
| 23      | Southview        | Camion | Grue  |                               | 1 Remorque | 2727 26 Avenue S.E.               | 1982               |
| 24      | Cedarbrae        | Camion |       |                               | | 2607 106 Avenue S.W.              | 1978               |
| 25      | Foothills        | Camion | Grue  |                               | 1 Citerne | 4705 76 Avenue S.E.               | 1982               |
| 26      | Midnapore        | Camion |       | Véhicule de secours           | | 450 Midpark Way S.E.              | 2002               |
| 27      | Stonegate        | Camion |       |                               | | 110-11358 Barlow Trail N.E.       | 2017               |
| 28      | Edgemont         | Camion |       |                               | | 7925 Edgemont Boulevard N.W.      | 1987               |
| 29      | Coach Hill       | Camion |       |                               | | 7027 Coach Hill Road S.W.         | 1988               |
| 30      | McKenzie Town    | Camion |       |                               | | 6 McKenzie Towne Gate S.E.        | 1998               |
| 31      | Country Hills    | Camion |       | Véhicule de secours           | Base du Chef du District Nord | 11955 Country Village Link N.E.   | 2005               |
| 32      | Saddle Ridge     | Camion | Grue  |                               | | 800 Saddletowne Circle N.E.       | 2010               |
| 33      | Signal Hill      | Camion |       |                               | | 3800 69 Street S.W.               | 2008               |
| 34      | Royal Vista      | Camion |       |                               | 1 Citerne 1 véhicule décontamination produits dangereux                                                                                       | 16 Royal Vista Way N.W.           | 2016               |
| 35      | Valley Ridge     | Camion |       |                               | | 11280 Valley Ridge Boulevard N.W. | 2009               |
| 36      | Hidden Valley    | Camion |       |                               | | 10071 Hidden Valley Drive N.W.    | 2001               |
| 37      | Evergreen        | Camion |       |                               | | 2511 Eversyde Avenue S.W.         | 2013               |
| 38      | Skyview Ranch    | Camion |       |                               | | 3 Skyview Springs Cove N.E.       | 2009               |
| 39      | Douglas Glen     | Camion | Grue  |                               | 1 Remorqueur de bateaux 1 Jet Boat Base du Chef de district Sud Enquêteur 2 1 Unité K-9                                                       | 4199 114 Ave S.E.                 | 2012               |
| 40      | Symons Valley    | Camion | Grue  |                               | 1 Unité K-9 | 12920 Symons Valley Road N.W.     | 2013               |
| 41      | Seton            | Camion |       |                               | | 3790 Seton Drive S.E.             | 2013               |
| 42      | Tuscany          | Camion |       |                               | | 275 Tuscany Way N.W.              | 2018               |